# Michaela Pavlátová

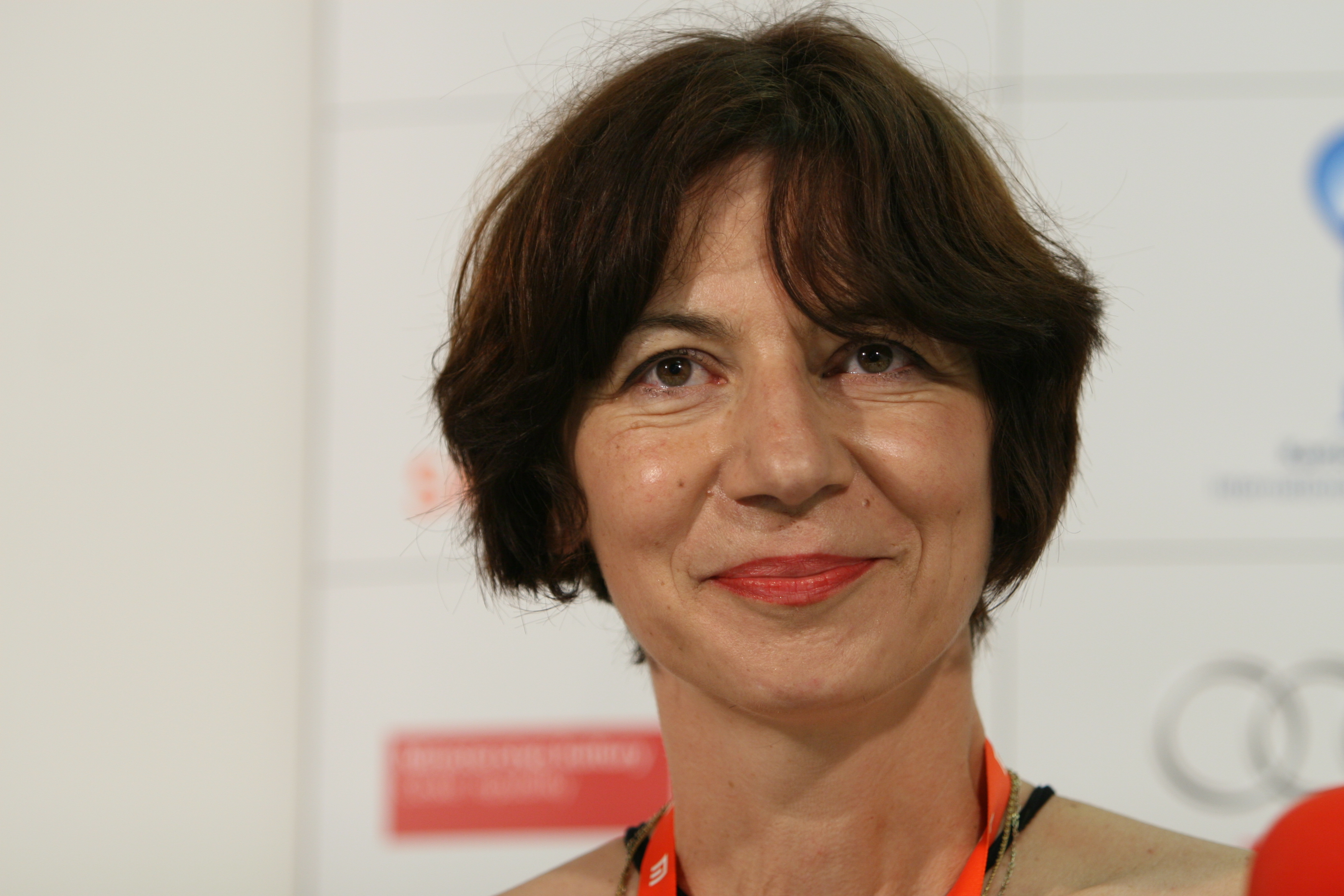
Michaela Pavlátová (2008)

Michaela Pavlátová (Praga, 27 de fevereiro de 1961) é uma cineasta e animadora tcheca.

## Filmes premiados
Os filmes animados de Pavlátová receberam vários prêmios em festivais de cinema internacionais, incluindo uma indicação ao Oscar em 1993 para o 65º Prêmio da Academia e o Grande Prêmio do Festival Internacional de Cinema de Montreal por Reci, Reci, Reci/Words, Words, Words. Seu curta animado Repete ganhou uma série de prêmios, incluindo o Urso de Ouro de melhor curta no Festival internacional de Cinema de Berlim em 1995, o Prêmio Especial do Júri no Festival de Cinema de Animação de Annecy em 1997 e o Grande Prêmio no Festival Internacional de Animação de Hiroshima em 1996.
Em 2006, com seu marido Vratislav Hlavatý, ela realizou o curta animado Karneval zvířat (Le Carnaval des Animaux / O Carnaval dos Animais).
Seu filme mais recente, Tram, ganhou o prêmio Cristal de Annecy no Festival de Cinema de Animação de Annecy em 2012, e é um provável candidato ao Oscar em 2012. O filme retrata as fantasias eróticas de uma condutora de bonde, e foi concebida como parte de uma antologia chamada Sexperiences, dirigida por Sandra Schultze, e produzida por Ron Dyens, pela produtora Sacrebleu Productions. De acordo com o crítico Olivier Cotte, "desejo e sensualidade são preocupações constantes" dos filmes de Pavlátová. O filme demorou seis meses para ser produzido, usado o software Adobe Flash.

## Trabalho comercial
Entre 1998 e 2001, Pavlátová dividiu seu tempo entre Praga e São Francisco, onde ela começara a trabalhar como diretora de arte na companhia Wild Brain. Na empresa, ela produziu trabalho comercial para marcas como Nestlé, Kodak e Mazda, além de criar e dirigir Graveyard, uma série animada sobre infortúnios que resultam na morte. Graveyard foi exibida na sessão Panorama em Annecy e ganhou o primeiro prêmio em sua categoria no festival World Animation Celebration. A série foi originalmente criada em Adobe Flash como um site interativo que imitava um cemitério, no qual cada episódio era exibido à medida que o usuário clicava em determinada lápide. Posteriormente algumas histórias foram selecionadas e compiladas na forma de um filme animado. Pavlátová, sobre sua adoção do Flash no fim dos anos 90, disse: "É uma grande e repentina liberdade para os animadores, agora eles podem trabalhar em casa".

## Filmes em live-action
Em 2003, em Praga, Pavlátová dirigiu o filme Nevěrné hry (Faithless Games), estrelando Zuzana Stivínová e Peter Bebjak. Em 2008 ela dirigiu outro longa, Děti noci / Ofka (Children of Night / Ofka), baseada num roteiro de Irena Hejdová.

## Formação e docência
Pavlátová se formou na Academia de Artes, Arquitetura e Design de Praga em 1987. Ela ensina animação em Praga na FAMU / Academia de Artes Performáticas em Praga, Escola de Filme e TV (Tcheco: Filmová a televizní fakulta Akademie múzických umění v Praze). Ela também ensinou na VSUP / Academia de Artes, Arquitetura e Design em Praga (Tcheco: Vysoká škola uměleckoprůmyslová v Praze, abreviada VŠUP). Em São Francisco ensinou na Academy of Art University, no Computer Arts Institute e no California College of the Arts, assim como no Departamento de Estudos Visuais e Ambientais na Universidade de Harvard.

## Filmografia Selecionada

### Animação
- Uncles and Aunts, 1992. 5 min.
- Řeči, řeči, řeči (Words, Words, Words): 1991, 8 min. - Indicado ao Oscar, 1993
- This could be me, 1995, 3 min.
- Repete: 1995, 9 min. - Prêmio Especial do Júri, Festival Internacional de Cinema de Animação de Annecy, 1995
- Až navěky (Forever and Ever), 1998, 15 min.
- Graveyard, 2000, 5 min.
- Karneval zvířat (Carnaval dos Animaiss): 2006, 11 min.,  com Vratislav Hlavaty
- Laila: 2006, 5 min.
- Cirkus Kaktus (Circus Cactus): 2010, 5 min.
- Telefono: 2010, 1 min.
- Tramvaj (Tram): 2012, 8 min. - Vencedor do prêmio Cristal de Annecy no Festival Internacional de Cinema de Animação de Annecy, 2012

### Live Action
- Děti noci (Night Owls): 2008, 80 min. https://web.archive.org/web/20171024162051/https://www.detinoci.cz/
- Nevěrné hry (Faithless Games): 2003, 93 min. https://web.archive.org/web/20050404133544/http://www.nevernehry.cz/
- Absolute Love: 1999, 20 min., parte de Praha Ocima (Prague Stories)